# Waldbauernverband Nordrhein-Westfalen
Der Waldbauernverband Nordrhein-Westfalen e.V. mit Sitz in Münster ist seit dem Gründungsjahr 1947 die freie Vereinigung der privaten Waldbesitzer in Nordrhein-Westfalen.
In Nordrhein-Westfalen (NRW) bewirtschaften 150.000 Waldbesitzer rund 600.000 ha Privatwald. Mit einem Privatwaldanteil von 67 % ist es das Bundesland  mit dem höchsten Privatwaldanteil in der Bundesrepublik Deutschland. Als forstpolitische Interessenvertretung seiner Mitglieder hat der Waldbauernverband das Ziel, die Leistungsfähigkeit des Privatwaldes zu sichern, zu fördern und zu steigern. Damit strebt er zugleich die Stärkung des Waldeigentums mit seinen vielfältigen Nutz-, Schutz- und Erholungsfunktionen an.
Der Waldbauernverband setzt sich für die wirtschaftliche Nutzung der Wälder in NRW durch nachhaltige Forstwirtschaft auch im Spannungsfeld verschiedener politischer Interessen ein. Ein Beispiel für den Ausgleich eines Interessenskonflikts zwischen privater Bewirtschaftung und Naturschutz ist die Warburger Vereinbarung.
Ein weiteres Anliegen des Verbandes ist es, den Waldbesitzer als Primärproduzenten, sowie Konsumenten und Bauherren als Abnehmer für die ökonomischen und ökologischen Vorteile des Rohstoffs Holz zu sensibilisieren und die Waldbewirtschaftung als Grundlage einer bedeutenden Wertschöpfungskette zu kommunizieren. In NRW umfasst das Cluster Forst und Holz mit seiner  Verarbeitungskette Wald-Holz-Verwendung 257.000 Arbeitsplätze.

## Geschichte
Als Gründungstag des Waldbauernverband Nordrhein-Westfalen kann der Erste Waldbauerntag in Arnsberg am 20. Mai 1947 gelten. Auf diesem Waldbauerntag erfolgte der Zusammenschluss des Westfälischen Waldbauernverbandes und des Waldbesitzerverbandes der Nordrhein-Provinz. Diese Gründung hatte eine bewegte Vorgeschichte.
Auf dem Gebiet des heutigen Nordrhein-Westfalens bestanden in der Weimarer Republik eine Reihe von Waldbesitzerverbänden:
- der Westfälische Waldbesitzerverband (Vorsitzender: Graf von Westphalen-Fürstenberg)
- der Verband der Waldbauvereine von Westfalen-Lippe (Vorsitzender: Karl Rentrop)
- der Verband der Gemeindewaldbesitzer in Westfalen (Vorsitzender: Freiherr von Ascheberg)
- die Arbeitsgemeinschaft der Westfälischen Waldbesitzerverbände und der Landwirtschaftskammern (Geschäftsführer: Forstrat Baumgarten)
- der Waldbesitzerverband für die Rheinprovinz (Vorsitzender: Graf von Westerholt)

Diese waren mit der Machtergreifung der Nationalsozialisten 1933 aufgelöst worden.
Nach dem Zweiten Weltkrieg erfolgte die Neugründung von lokalen Organisationen von Waldbesitzern. Erste Organisationsgründung war die der Kreisgruppe Arnsberg nach zwei Waldbesitzerversammlungen
am 15. April in Arnsberg und am 21. Mai 1946 in Soest.
Ein Zusammenschluss auf Provinzebene erfolgte am 17. Mai 1946, als der Westfälische Waldbauernverband in Münster gegründet wurde. An der Gründungsversammlung nahmen fast 1.000 Personen teil. Am 28. September 1946 wurde in Bonn der Waldbesitzer-Verband der Nordrhein-Provinz gegründet.
Nach der Fusion der Verbände 1947 war die Geschäftsstelle zunächst in Fürstenberg angesiedelt, bevor sie 1948 nach Meschede verlegt wurde. 1968 wurde der Sitz nach Münster verlegt. Die Geschäftsstelle befindet sich aktuell in Düsseldorf.

## Vorsitzende
- 1947–1968: Friedrich Carl Graf von Westphalen-Fürstenberg
- 1968–1973: Leopold Freiherr von Fürstenberg
- 1973–1989: Alexander Freiherr von Elverfeldt
- 1989–1997: Philipp Prinz zu Salm-Horstmar
- 1997–2009: Dietrich Graf von Nesselrode
- seit 2009: Philipp Freiherr Heereman von Zuydtwyck